# Сага о три невина мушкарца
Сага о 3 невина мушкарца је српски филм из 2017. године, који је по сопственом сценарију режирао редитељ из Индије С. Шридар.
Премијера филма је била у Београду 11. јануара 2017. године.

## Радња
Ово је комедија о три необична друга, Зорану, Александру и Дамјану, сви до ушију заљубљени...али сва тројица још увек невини. Виђају се са девојкама, али оне нису спремне на секс. Њих тројица ће на све могуће и немогуће начине покушати да реше изазов који је пред њима...како до петка одвести девојку у кревет. Они ће чак у помоћ позвати и родбину, професоре, афричке гуруе и естраду.

## Улоге
| Глумац            | Улога          |
| ----------------- | -------------- |
| Момчило Оташевић  | Зоран          |
| Славко Собин      | Дамјан         |
| Љубомир Булајић   | Александар     |
| Зоран Цвијановић  | Дамјанов отац  |
| Небојша Глоговац  | Дамјанов стриц |
| Ева Рас           | Каћина бака    |
| Даница Максимовић | Професорка     |
| Иван Бекјарев     | Професор       |
| Лука Рацо         | Дарко          |
| Франо Ласић       |                |
| Марија Стокић     | Николина       |
| Миљана Гавриловић | Оља            |
| Марија Стојановић | Каћа           |
| Сања Вујић        | Ружица         |
| Јелена Ђукић      | Александра     |
| Јован Љубеновић   | Супервизор     |